# Sazykinaite-(Y)
La sazykinaite-(Y) è un minerale appartenente al gruppo dell'hilairite.